# Одрі (ім'я)
Одрі — жіноче ім'я англо-нормандськського походження. Його популярність зростає в 2000-х роках, воно входило до 100 найпоширеніших імен для дівчаток у Франції, Бельгії та Канаді, США.

## Відомі носії
- Одрі Лорд — американська письменниця, громадська активістка
- Одрі Азулай — французька політична і державна діячка
- Одрі Гепберн — британська акторка, танцюристка та філантропка
- Одрі Лонґ — американська акторка
- Одрі Местре — французька фрідайверка
- Одрі Ніффенеггер — американська художниця та письменниця
- Одрі Тан — тайванська програмістка
- Одрі Тоту — французька акторка кіно, модель